# Blåtjärnen (Ödenäs socken, Västergötland)
Blåtjärnen är en sjö i Alingsås kommun i Västergötland och ingår i Göta älvs huvudavrinningsområde.